# Orthodicranum tauricum
Orthodicranum tauricum là một loài rêu trong họ Dicranaceae. Loài này được Sapjegin Smirnova mô tả khoa học đầu tiên năm 1969.